# Тёртый пирог
Тёртый пирог (тёртое печенье) — кондитерское изделие с начинкой, которое готовится из натёртого песочного, предварительно замороженного теста. В отличие от пирогов с кондитерской крошкой, тёртый пирог фактически формируется из тёртой крошки, или содержит из неё целый слой, а не просто украшается ею. Вероятно, происходит от немецкого пирога штрейзеля, но готовится не из дрожжевого теста. Из-за простоты приготовления тёртый пирог приобрёл в России широкую популярность.

## Приготовление
Обычно готовится из песочного теста, в её составе мука, яйцо, сахар, разрыхлитель. В качестве жира используют сливочное масло, маргарин или смалец. После замешивания теста, оно делится на две части: одна часть замораживается, другая раскатывается, из неё формируется дно пирога. На дно укладывается начинка, как правило, сладкая. Это могут быть как свежие фрукты или ягоды, так и варенье. Сверху начинка покрывается слоем затвердевшего замороженного теста, которое натирается на крупной тёрке. После этого пирог выпекается.
Другой вариант: сначала замороженное тесто натирается на противень, чтобы получить нижнюю часть пирога, затем располагается начинка, и сверху снова натирается затвердевшее в результате заморозки тесто. После выпекания тёртый пирог часто посыпается сверху сахарной пудрой, нарезается на кусочки.